# Emmesomyia subvillica
Emmesomyia subvillica este o specie de muște din genul Emmesomyia, familia Anthomyiidae, descrisă de Fan, Ma și Mou în anul 1982. Conform Catalogue of Life specia Emmesomyia subvillica nu are subspecii cunoscute.